# Thermes de Saint-Honoré-les-Bains
 (mai 2012).
Si vous disposez d'ouvrages ou d'articles de référence ou si vous connaissez des sites web de qualité traitant du thème abordé ici, merci de compléter l'article en donnant les références utiles à sa vérifiabilité et en les liant à la section « Notes et références ».
Les thermes de Saint-Honoré-les-Bains sont un établissement thermal moderne situé à Saint-Honoré-les-Bains, dans la Nièvre, à une altitude de 300 mètres. Ceux-ci, correspondant sans doute à l'antique Aquæ Nisinei, ont repris l'emplacement de thermes romains.

## Histoire

### Époque romaine
Les Romains, friands d'hydrothérapie, firent construire des thermes à Saint-Honoré-les-Bains, qui portait à cette époque le nom Arbandal ou Arbandata, et lui donnèrent celui d'Aquæ Nisæï. L'existence de Bibracte, le plus riche et le plus ancien oppidum Eduen, fut déterminante dans la création d'un établissement thermal dans ce petit village qui deviendra alors une importante cité dont il ne reste aucune ruine.
Une voie stratégique traverse le Morvan du nord au sud en passant par les lieux-dits Sanglier, Le Niret et Saint-Honoré. Proche de Saint-Honoré, aux abords d'une ancienne voie romaine, se trouve un lieu-dit Les Fossats ainsi que La Ruchette et Le Prabis, proches de Villapourçon, avec des traces d'extraction de pyrite.
Les Romains creusèrent neuf puits pour enfermer la source curative. Les bâtiments étaient en marbre de Champ-Robert, carrière située à proximité sur la commune de Larochemillay.
La ville et les thermes, avec les bienfaits des empereurs, prirent de l'importance et l'agglomération connut une prospérité croissante pendant quatre à cinq siècles. Celle-ci se trouva stoppée nette par les invasions barbares du Ve siècle qui ne laissèrent que des champs de ruines. De cette cité si animée ne resta que silence et désolation : les thermes furent ensevelis sous cinq mètres de terre accumulée pendant les quatorze siècles suivants.

### Époque médiévale
Après la fondation du prieuré Saint-Honorat en 1106, les religieux, propriétaires des anciens thermes et du voisinage, récupérèrent les matériaux des thermes pour construire le prieuré. Ils transformèrent le site en un étang sur toute l'étendue du parc actuel ; sous la chaussée ils établirent un moulin banal pour les besoins de leurs sujets. Les eaux des deux ruisseaux jadis détournés étaient amenées dans cet étang et à partir de ce moment, les alluvions, la vase et autres atterrissements vinrent s'amonceler sur les ruines des thermes romains.
L'été, lorsque le niveau de l'eau diminuait sensiblement et que les sources restaient à découvert, les paysans des environs atteints de rhumatismes ou de maladies de peaux venaient s'y baigner dans la boue saturée de matières minérales. Bon nombre y trouvaient la guérison, emportant même dans des récipients du limon et des fucus, très prisés pour le traitement des éruptions cutanées.

### Redécouverte auxXVIIIeetXIXesiècles

#### Tentatives d'exploitation
On redécouvrit les sources en 1773 lorsqu'un violent orage détruisit la digue des moines ; l'écoulement des eaux de l'étang permit en effet leur réapparition. Les vertus thérapeutiques de ces eaux furent reconnues par le docteur Regnault de Lormes en 1787. Les sources appartiennent alors à un dénommé Lacroute qui ne souhaite pas construire d'établissement thermal, malgré l'arrêté signé par le sous-préfet en 1803 (An XI).
Entre 1809 et 1812, le docteur Pierre Jean Jacques Bacon-Tacon acheta les sources à crédit et tenta d'édifier un établissement thermal digne de ce nom, mais sans succès faute de moyens financiers. Les curistes furent peu nombreux et son établissement resta des plus modestes. Il était à la fois faux médecin, faux comte, républicain, puis bonapartiste.
En 1820, le Marquis Antoine Théodore Viel de Lunas d'Espeuilles entreprit le déblaiement de l'étang dans le but de remettre les thermes en activité. On mit au jour un nombre considérable de fragments de marbre, des débris de tuiles à rebords et de briques romaines, ainsi que de très nombreux fragments de poteries sur lesquelles se trouvait le nom du potier Biturix fecit.
De cette époque nous avons une description des locaux[Par qui ?] : « Un plancher avec deux robinets pour servir de buvette, une baraque construite sur chaque puits afin de se mettre à l'abri pour se changer, un grand bassin pouvant contenir huit à dix personnes et dont l'usage était réservé aux pauvres ». Un peu plus tard un tonneau à claire-voie garnira les puits et sera coiffé d'une sorte de guérite recouverte en tuiles.
En 1822, le Conseil général de la Nièvre émit le vœu que soit allouée au département une somme permettant de poursuivre les travaux entrepris, sur les fonds de l'État destinés aux établissements thermaux. Cette demande n'ayant pas eu de suite, plusieurs propriétaires créèrent une société et achetèrent successivement les sources : le préfet Talleyrand, de Bonneau du Matray, le comte de Clerroy, le marquis d'Espeuilles et Trémeau. Faute de moyens financiers, le Conseil général déclina l'offre des propriétaires consistant à reprendre leurs droits. Un premier architecte, Charles Ledru, architecte départemental du Puy-de-Dôme qui venait d'achever les thermes du Mont-Dore, soumit un projet préservant les fondations et structures gallo-romaines restantes ; mais ce fut François Agnéty qui présenta le 10 avril 1829 un nouveau projet qui fut adopté. Les travaux de terrassement commencèrent mais s'arrêtèrent faute de financement.
La société fut dissoute, n'ayant pas réussi à trouver d'actionnaires en quantité suffisante. Monsieur le Marquis d'Espeuilles racheta à la barre du Tribunal en 1837 les sources thermales de Saint-Honoré-les-Bains. Il confia à Andoche Parthiot, architecte de la ville de Château-Chinon, la réalisation d'un autre projet. Les questions hydrauliques furent confiées à l'ingénieur des mines Jules François.

#### Archéologie
Les fouilles reprirent en 1838, mettant cette fois-ci à jour les piscines recouvertes de marbre blanc. Plus de 600 médailles romaines furent retirées du fond des puits, représentant notamment Germanicus, Claude, Néron, Vespasien, Titus, Domitien, Nerva, Trajan, Antonin le Pieux, Hadrien, Faustine[Laquelle ?], Sabine, Œlius César, Marc Aurèle, Lucius Verus, Lucille, Commode, Albinus, Alexandre Sévère, Gordien III, Philippe, Claude II le Gothique, Gallien, Salonin, Tetricus Ier, Constantin le Grand, Constantin II, Constant Ier, Constant II, Julien, Magnence, etc.
Tous les savants s'accordèrent alors pour reconnaître l'Aquæ Nisæï de la carte de Peutinger dans les thermes de St Honoré. Ces découvertes permirent d'établir que les thermes étaient fréquentés à partir du règne de Tibère, de 14 à 37 apr. J.-C. On remarque ensuite une absence de pièces sous les règnes de Caracalla, Aurélien et Probus, période s'étendant de 211 à 282. Il est fort probable que les thermes furent détruits lors des premières invasions puis que sous les règnes de Carin et Dioclétien, les Bagaudes gaulois, en rébellion contre l'autorité romaine, achevèrent le travail de destruction. Il est en outre à peu près certain qu'un second établissement fut reconstruit et utilisé jusqu'au Ve siècle, époque à laquelle il sera détruit par Gondéric à la tête du peuple Vandale.
Qui dit thermes, dit lieu de culte ; on trouva en 1902 une statuette en argent représentant une femme, lors des fouilles en vue de l'agrandissement de l'église. Elle était façonnée dans une feuille d'argent très mince battue dans un moule et dont les bords sont soudés à l'arrière. Une description très précise en fut donnée par Antoine Héron de Villefosse, membre de l'Institut. Il est très vraisemblable qu'elle fut une déesse locale protectrice des bains, dans un temple dressé au lieu et place de l'église. Elle fut vendue à Paris sous une fausse origine et acquise par un collectionneur belge qui en fit don au musée royal de Mariemont à Morlanwelz, où l'on peut encore la voir.

### Agrandissement et renouveau
L'établissement thermal une fois terminé est inauguré en juillet 1855. Le Marquis d'Espeuilles œuvre au développement de son entreprise et fera classer les eaux d'intérêt public le 28 avril 1860. Un casino et des hôtels seront édifiés entre 1863 et 1870. La chapelle du parc, édifiée dans un premier temps en bois en 1855, sera reconstruite en 1875.
En 1898, une nouvelle société d'exploitation des thermes et créée. Son premier Président en est le Général Marie Louis Antonin Viel de Lunas d'Espeuilles qui décide de moderniser l'établissement. L'ancienne entrée, très modeste, sera remplacée en 1907 par le hall monumental que nous connaissons aujourd'hui, coiffé d'un dôme à terrasse faîtière s'ouvrant sur deux niveaux d'arcades, œuvre de l'architecte Honoré Pons. Ce dernier confiera la décoration du sol et du plafond au maître mosaïste Pietro Favret de Nevers. Un pavillon est aménagé au sud du bâtiment central, une nouvelle piscine est construite, qui sera plus tard démolie pour faire place à un bâtiment de soins pour les enfants et à des salles d'inhalation. 
Le pavillon ouest qui abrite les bureaux et les cabines de soins ORL sont les derniers témoins de l'établissement édifié en 1855. Une revue publicitaire de 1886[Laquelle ?] nous laisse imaginer ce qu'était Saint-Honoré à la Belle Époque : nous y apprenons que l'Assistance Publique utilisait l'eau de Saint-Honoré-les-Bains dans les hôpitaux de Paris et qu'il fallait, pour tirer une carafe ou bouteille d'eau, acquitter un droit de 0,5 franc. De plus, les prix des soins à Saint-Honoré étaient de loin supérieurs à ceux pratiqués dans les autres stations thermales françaises.
Dans les années 1950, le Directeur des Thermes charge l'artiste Christian Gerber de la création des baignoires et des mosaïques dans les Thermes.

## Le parc
Le parc date de la seconde moitié du XIXe siècle mais son aspect actuel date des années 1950 ; en effet les bancs, escaliers et vasques du parc sont l'œuvre de Christian Gerber à cette période.
Des boutiques étaient autrefois présentes dans le parc, qui disparurent lors de la construction de la galerie marchande sous l'hôtel Bristol. Le Pavillon des Fleurs avec sa terrasse est un lieu où l'on vient se désaltérer ; le grand bassin du parc était alimenté par l'eau de l'étang Honoré et jaillissait par gravitation. Des courts de tennis furent aménagés au bas de l'hôtel Morvan, ainsi que face au Pavillon des Fleurs.
Le parc est aussi le refuge d'une importante colonie de corneilles noires qui nichent au sommet des grands arbres.

## Les eaux
Les eaux qui émergent naturellement au niveau des thermes proviennent des eaux pluviales infiltrées à 30 km de la station, sur les pentes du Mont Beuvray, dans des failles granitiques atteignant une profondeur de 2 500 m et rencontrant des températures très élevées. Après un parcours souterrain d'une vingtaine de kilomètres, elles remontent en surface par les trois sources encore utilisées au niveau des thermes. Elles se chargent en éléments minéraux qui leur donnent leur qualité thérapeutique. Les eaux sont captées au niveau de l'établissement et ont des qualités antiseptiques et antiallergisantes.
En 1855, elles étaient cinq, puis six :
- Acacia
- Crevasse utilisée de nos jours, a un débit de 6 m3 par heure, sa thermalité est de 24 °C, c'est la moins sulfurée des trois sources.
- La Grotte
- Marquise
- Romains utilisée de nos jours, la moins abondante a un débit de 600 l par heure et sa thermalité est de 26 °C.
- Garenne utilisée de nos jours, la plus sulfurée des trois, a un débit de 24 m3 par heure et sa thermalité approche les 29 °C

Les trois sources utilisées de nos jours ont des eaux sulfurées et chlorurées sodiques.
Elles furent commercialisées en bouteille en 1886, mais sans succès.
En 1855, les eaux étaient réchauffées dans une chaudière à charbon, puis l'équipement fut modernisé en 1897.

## Usages

### Affections rhumatismales
Les indications englobent l'arthrose sous toutes ses formes et localisations, les séquelles de maladies inflammatoires en dehors des poussées aiguës, les séquelles de traumatismes ostéo-articulaires.
Les traitements proposés font appel aux bienfaits des eaux : bains, douches pénétrantes, douches au jet, étuves, ainsi qu'aux applications de cataplasmes de boues thermales longuement maturées et aux massages sous l'eau.

### Affections O.R.L et broncho-pulmonaires
Les indications recouvrent également l'ensemble des affections oto-rhino-laryngologiques et broncho-pulmonaires (récidivantes et chroniques) d'origine allergique, inflammatoire ou infectieuse.
L'ensemble des soins pratiqués s'adressent aussi bien aux adultes qu'aux enfants présentant une fragilité des voies respiratoires. Sont utilisés aérosol sonique, diuche pharingienne, insufflation tubo-tympanique, drainage postural, rééducation respiratoire collective, vaporarium...

## Propriétaires et directeurs
(liste non exhaustive)
- 1106 - 1793 : Les moines du Prieuré Saint-Honorat de Saint-Honoré-les-Bains
- 1803 : Lacroute[Qui ?]
- 1809 - 1812 : Jean-Jacques Tacon-Bacon
- 1898 : Nouvelle Société d'Exploitation des Thermes (Premier Président : Marie Louis Antonin Viel de Lunas d'Espeuilles)
- 1924 : M. Jallasson, directeur des thermes
- 1930 : La Société des Thermes manquant de moyens cède les thermes à Monsieur Lesage.
- S - D   - Mr Jean-Michel Masset, directeur des thermes (chaîne thermale du Soleil)

## Galerie

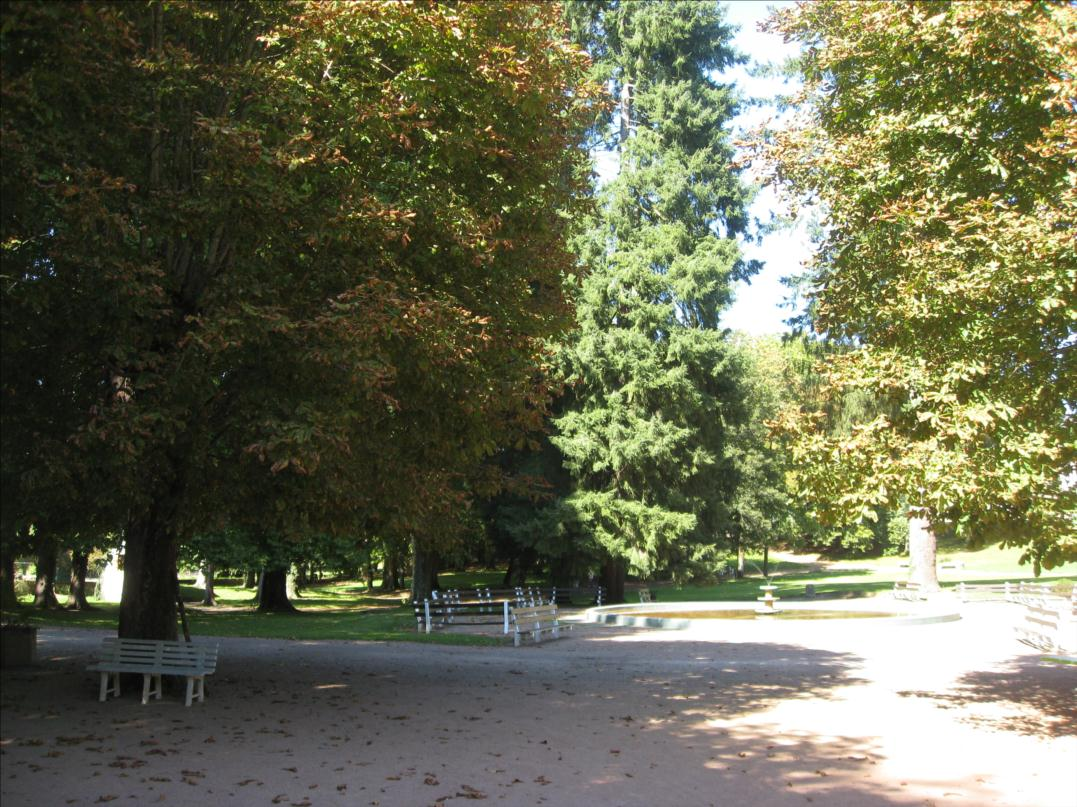
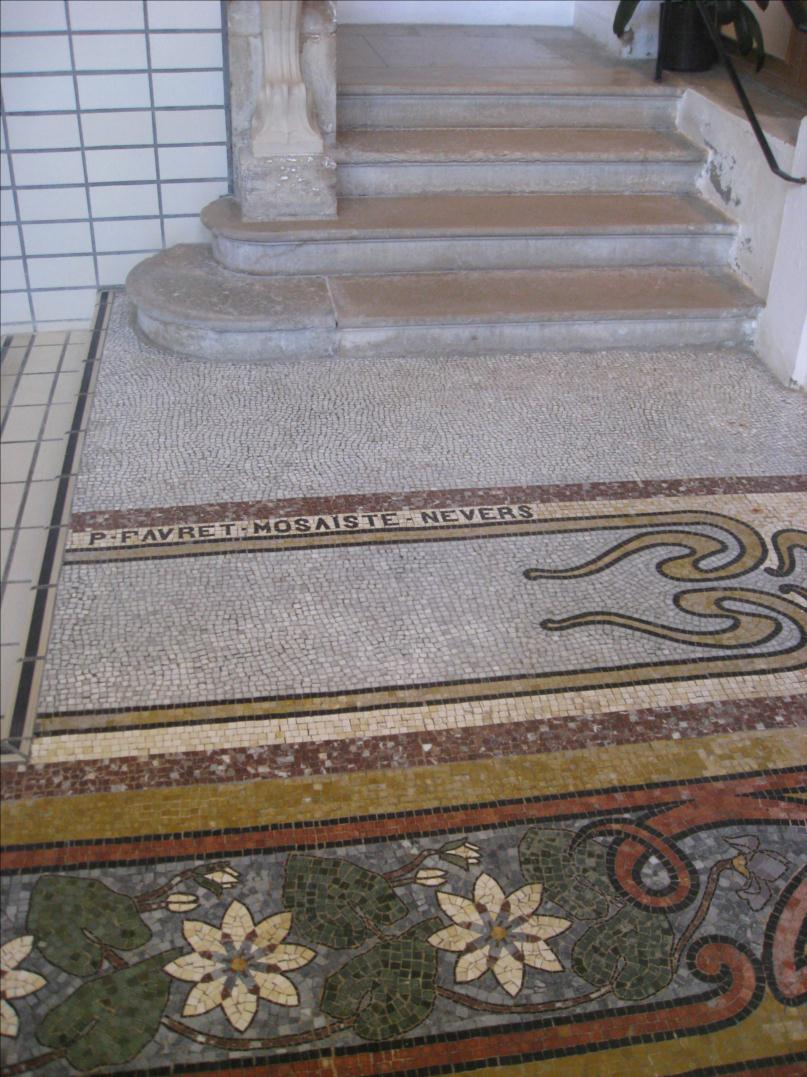
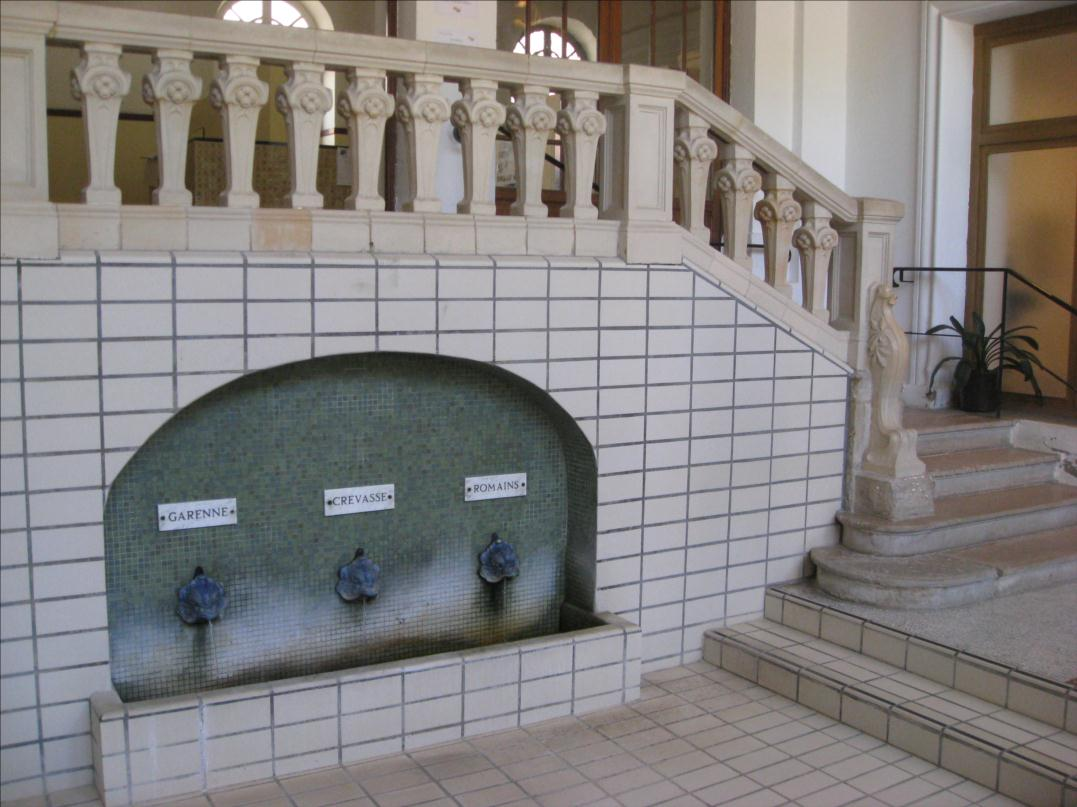
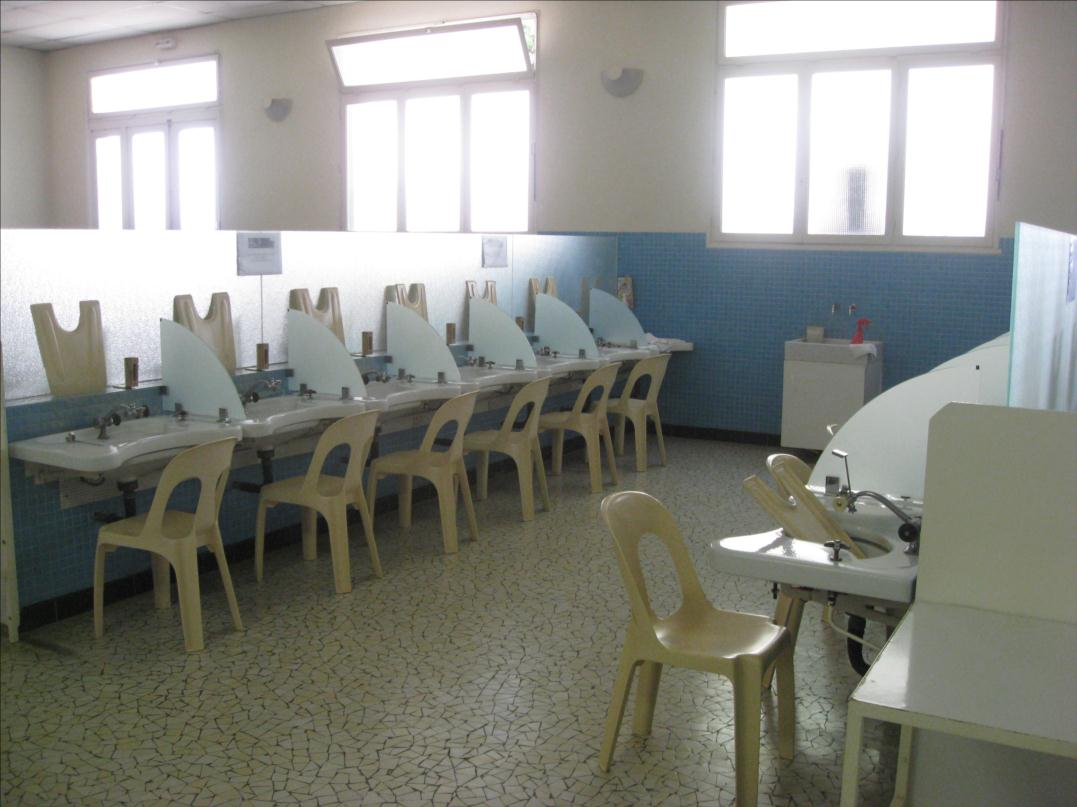
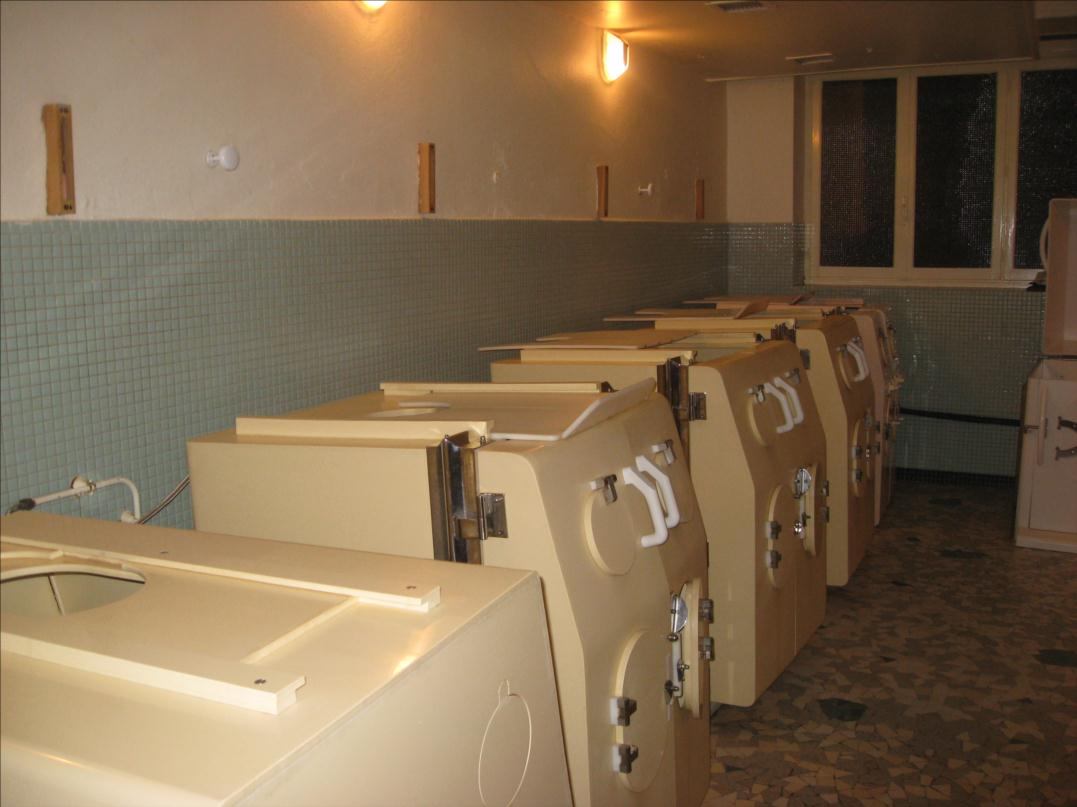

## Curistes et personnalités
(décembre 2015).
Le philosophe Louis Althusser ou encore Raoul Amador, ambassadeur de la République du Panama (qui fit construire la Villa Miraflores, rue de la Chaume pour son épouse française), le chef d'orchestre Dov Amiel, Josette Amiel (danseuse étoile à l'Opéra de Paris), le duc d'Aumale[Lequel ?] s'y sont aussi rendus.
L'acteur Jules Berry est passé sur la scène du Végas. Les comiques Gabriello et Max Billy s'y produisent en 1961.
Plusieurs artistes ou groupes se sont rendus aux thermes et se sont produits parfois sur la scène du Casino : Hugues Aufray, Charles Aznavour, Guy Béart, Mike Brant, Georges Chelon, Philippe Clay, Julien Clerc, André Dassary, Henri Genès, Mireille Balin, Daniel Guichard, Sidney Bechet, Reda Caire, Les Chaussettes Noires, Janine Dacosta, Damia, Claude Debussy, Lys Gauty, Julie-Marie Victoire Bernier de Maligny, Les Haricots Rouges, Lisette Jambel, Catherine Lara, Michel Mery, Les Trois Ménestrels, Charles Trenet, Michel Gésina, Michel Legrand, Jean Lumière, Claude Luter, Jules Massenet, Mouloudji, Jean Nohain, Patachou, André Rewolioty, John William, le Zigoner Orchestra.
Entre autres venues, Joseph Paul-Boncour (représentant de la France à la Société des Nations), le peintre Pierre Bonnard (qui réalisa d'ailleurs un tableau[Lequel ?] représentant la ville), Victor de Broglie, Christian Cabrol (chirurgien en cardiologie),  (chanteur), les enfants de Jacques Canetti (directeur de la maison de disque Polydor), Louis de Courmont (écrivain et poète), qui rédigea le poème Saint-Honoré-les-Bains, Dadzu (dessinateur), Laurent Dauthuille (boxeur), Luc Dége (illustrateur), Lucien Dejoie (éditeur), Minou Drouet (poétesse), Isabelle II d'Espagne et ses enfants font la cure en 1937 et 1938, Annie Fratellini (actrice et clown), Vincent de Moro-Giafferi (avocat et homme politique), Christian Lacroix (couturier), Thierry Le Luron (humoriste). Mais aussi Mady Mesplé, qui vint à plusieurs reprises dans les années 1970, Achille Millien (poète et folkloriste nivernais), Pascal Mirallès (directeur du Casino dans les années 1950 et 1960), François Mitterrand (président de la République française), Philippe Noiret (acteur), Alphonse Osbert (peintre), qui travailla également au projet de rénovation de la chapelle du Sacré-Cœur en 1924, Henri d'Orléans (duc d'Aumale), Marcel Pagnol (écrivain), Edouard Pail (peintre), le comte de la Pena[Lequel ?], la Manécanterie des Petits Chanteurs à la croix de bois sous la direction de Monseigneur Maillet, Jacques Pills (chanteur), Franck Pourcel (chef d'orchestre), qui se produisit à la salle de spectacle du Casino, la reine Ranavalona III de Madagascar, pendant son exil entre 1897 et 1917, Los Rancheros (musicien espagnol), Bernard Rapp (journaliste), Resher[Qui ?], Jules Renard (écrivain), Sarah Roche, le futur Jean XXIII (alors nonce apostolique), y célébra un office dans la chapelle du Parc, Tino Rossi (chanteur), Philippe Soupault (poète), y suivit une cure dans les années 1970, Nicolas de Staël (peintre), fit un séjour au Château de la Montagne, Roland Toutain (acteur), Victor Vasarely (peintre), qui se réfugia à Saint-Honoré avec sa famille pendant la Seconde Guerre mondiale, y venaient plus ou moins fréquemment[évasif].